# Sistema Urbano de Gerona
El Sistema Urbano de Gerona (en catalán, Sistema Urbà de Girona) es una entidad de población que aglomera distintos municipios, con un elevado potencial de crecimiento demográfico y de actividad, y que puede ser capaz de competir con el sistema central metropolitano de Barcelona. Fundamentalmente se trata de los municipios de Gerona, Aiguaviva, Bescanó, Celrá, Fornells de la Selva, Llambillas, Quart, Riudellots de la Selva, Salt, San Gregorio, San Julián de Ramis, Sarriá de Ter, Vilablareix y Viloví de Oñar

## Sistema Urbano de Gerona
El Sistema Urbano de Gerona está definido como área de reequilibrio de Cataluña y localizada fuera del ámbito metropolitano de Barcelona. Se cataloga el Sistema Urbano como sistema de Nivel 1. Esto define un sistema de más de 100.000 habitantes, con un elevado potencial de crecimiento demográfico y de actividad, y que puede ser capaz de competir con el sistema central metropolitano de Barcelona.

## Demografía (01/01/2020)
La población por municipios y total es la siguiente:
- Gerona: 103.369
- Salt: 32.138
- Celrá: 5.561
- Sarriá de Ter: 5.229
- Bescanó: 4.991
- San Julián de Ramis: 3.576
- San Gregorio: 3.928
- Quart: 3.798
- Viloví de Oñar: 3.333
- Fornells de la Selva: 2.670
- Vilablareix: 3.063
- Riudellots de la Selva : 2.071
- Aiguaviva: 765
- Llambillas: 713

- Total: 175.205 (2020)

## Universidad de Gerona
La Universidad de Gerona es la entidad de estudios superiores ubicada en el Área Urbana de Gerona.